# 第4回サンフランシスコ映画批評家協会賞
第4回サンフランシスコ映画批評家協会賞は2005年の映画を対象としており、2005年12月12日に受賞者が発表された。

## 受賞一覧

### 作品賞
- 『ブロークバック・マウンテン』(アン・リー監督)

### 監督賞
- アン・リー - 『ブロークバック・マウンテン』

### 主演男優賞
- ヒース・レジャー - 『ブロークバック・マウンテン』

### 主演女優賞
- リース・ウィザースプーン - 『ウォーク・ザ・ライン/君につづく道』

### 助演男優賞
- ケビン・コスナー - 『ママが泣いた日』

### 助演女優賞
- エイミー・アダムス - Junebug

### 脚本賞
- ジョージ・クルーニー、グラント・ヘスロヴ - 『グッドナイト&グッドラック』

### 外国語映画賞
- 『隠された記憶』 フランス イタリア ドイツ オーストリア

### ドキュメンタリー映画賞
- 『グリズリーマン』

### マーロン・リッグス賞
- ジェニ・オルソン - The Joy of Life

## 参考
1. ↑  “2005 SAN FRANCISCO FILM CRITICS CIRCLE AWARDS”. 2014年1月29日閲覧。